# Тушмо
Тушмо́ (рос. Тушмо) — присілок у Вавозькому районі Удмуртії, Росія.
Населення — 33 особи (2010; 34 в 2002).
Національний склад (2002):
- удмурти — 62 %
- росіяни — 38 %

Урбаноніми:
- вулиці — Лісова